# Солемьё
Солемьё (фр. Soleymieu) — коммуна во Франции, находится в регионе Рона — Альпы. Департамент коммуны — Изер. Входит в состав кантона Кремьё. Округ коммуны — Ла-Тур-дю-Пен.
Код INSEE коммуны — 38494. Население коммуны на 1999 год составляло 574 человека. Населённый пункт находится на высоте от 221  до 363  метров над уровнем моря. Муниципалитет расположен на расстоянии около 420 км юго-восточнее Парижа, 40 км восточнее Лиона, 70 км северо-западнее Гренобля. Мэр коммуны — M. Yves Ginon, мандат действует на протяжении 2001—2008 гг.
Динамика населения (INSEE):